# Pays interdit

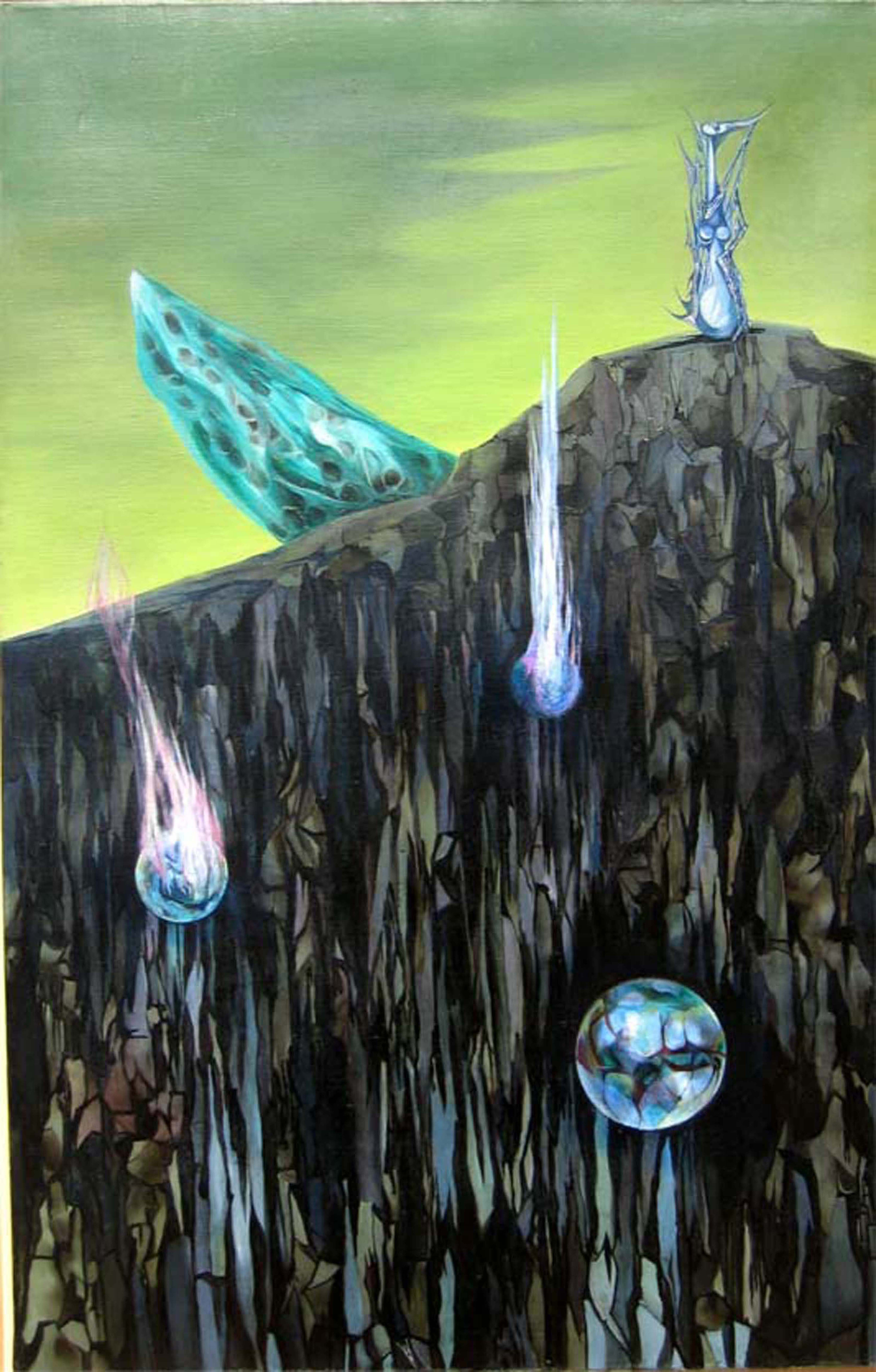
Verbotenes Land (Pays interdit), 1936

Pays interdit (Verbotenes Land), ursprünglich L’upyre betitelt, ist ein surrealistisches Gemälde von Wolfgang Paalen, das in der endgültigen Fassung von 1937 ein tropfenförmig stilisiertes Weiblichkeitsidol mit tentakelartigen Fangarmen zeigt, das in prekärer Nähe zu einem Abgrund steht, der sich jäh zum Betrachter hin in dunkel-kristallinen Formen auftut und vor dem drei sphärenförmige Raumkörper schweben, zwei davon wie hereinstürzende, brennende Meteoriten gestaltet. Das Bild ist das erste Ölbild Paalens, das kunstvoll auf der von Paalen erfundenen Technik der Fumage aufbaut und sich auf vielschichtige Weise mit den Zusammenhängen von Todesangst und Weiblichkeit auseinandersetzt, die seiner Ansicht nach an den Bereich der menschlichen Psyche heranführen, in dem sich die künstlichen Trennungen von Ich und Welt entfalten. Das Bild befindet sich in einer Privatsammlung.

## Hintergrund
Das Bild bezeichnet den Beginn von Paalens konziser bildnerischer Kritik an der unumschränkt subjektivistischen Haltung des Surrealismus, aus der er später seine umfassend begründete Philosophie der Kontingenz entwickelte. Das Bild begann Paalen in den ersten beiden Oktoberwochen des Jahres 1936 nach einer schweren psychischen Krise. Im August 1936 hatte er erfahren, dass eine länger anhaltende Affäre Pablo Picassos mit seiner Frau Alice (Alice Rahon) zu einer Schwangerschaft und Abtreibung geführt hatte. Paalen äußerte sich später über die Depressionsschübe, die er schließlich in einen regelrechten Schaffensfuror kanalisieren konnte: „Es ist dann, als ob das Feuer, oder der Keim zu ihm, in sich zusammenstürzte, und an seinen Platz alles Entsetzliche treten kann. Tagsüber kann ich vor Wut, Argwohn und Schuld kaum denken, geschweige denn mit irgendjemandem sprechen. Nachts sterbe ich vor Angst, alles könnte zertrümmert werden. Ruhe ist ein solch entfernter Begriff, kaum kenntlich in diesen dunklen Tagen. Vielleicht wird es die Malerei sein, die mich aus diesen Schüben fürchterlichen Dunkels herauszieht und die paar Steine zusammenfügen kann, die ich in der leeren Welt nicht mehr finde. Und wenn dies nicht gelingt, weiß ich mindestens sicher, dass es nicht darum geht, ein Ich zu besitzen, sondern nur einen Ruf ins Leben zu hören, wenn man vor dem absoluten Nichts steht. Mein Sehen hat sich einmal mehr in sich eingekehrt. Mit Fug und Recht kann ich nun sagen, ich sehe wie der alte heidnische Apollonius: von Innen heraus.“ Nach einer orientierenden Griechenlandreise begann er Mitte Oktober an dem geheimnisvollen Bild zu arbeiten, das ihn bis ins nächste Jahr beschäftigen würde und das von dieser, fast feierlich und mit dem Vokabular des Mystikers Apollonius von Tyana beschriebenen inneren Fall in die Abgründe der Todesangst Zeugnis ablegen sollte: eine apokalyptische Landschaft, dominiert von einer weiblichen Gottheit und herabfallenden, meteorartigen Planeten. Pays interdit ist auch das erste Ölbild, in dem die Fumage in den außerordentlich fein ausgeführten kristallinen Strukturen des unteren Teils kunstvoll eingearbeitet ist. Paalen entwirft sein persönliches Grundmodell des durchlässigen surrealen Seelenbildes in Form einer abgründigen, zersplitterten Landschaft, durchpulst von einer Mischung aus femininer Mystik und romantischem Schauerbild, die an präkeltische Feenmysterien und ihren kosmischen Anspielungen erinnern, wie sie aus der lyrischen Tradition Britanniens bekannt sind. Der Dichterfreund André Breton sprach angesichts dieses Urbildes für die späteren großen Fumagen des Künstlers von Symbolen für eine Art erweiterter Innensicht: „Vielleicht, ja bestimmt ist es für unsere Zeit eine Versuchung des Auges, sich in jenes ideelle Stadium der Schöpfung zu versetzen, in dem die Schmetterlinge ein einziges Band zum Abschneiden bildeten, in dem die Vögel noch alle zusammen eine einzige Musikspirale anstimmten, da die Fische noch ungeschieden im Innern eines Silberschiffchens umherschwammen. (...) Fenster, blind wie Lampen nächtlicher Diebe, Kinder sehen solche Farben, wie sie sich im Rund einer Seifenblase krümmen – leider öffnen sie sich nur von innen. Aber Paalens Verdienst ist es, soweit vorgedrungen zu sein, dass er aus dem Inneren der Seifenblase zu sehen vermochte und uns die Welt von dorther sehen lässt.“ Durch die Todesangst gelangt der Künstler/Betrachter an den Kern kindlicher Emotion, der Welt der Einheiten gefühlsmäßiger Ähnlichkeiten, in der die Trennungen zwischen den Realitäten aufgehoben sind.

## Beschreibung
Ins Auge sticht in diesem Bild vor allem die außerordentliche Farbe im oberen Teil – subtil abgestufte Grüntöne, die aussehen, als seien sie auf Gold gemalt – und im unteren Teil eine feine Ausführung kristallin aufgefächerter Raumstrukturen, Andeutungen von Schleimhäuten und feuchtem, inneren Gewebe. Die Fumage-Flecken lugen nur an einigen Stellen wie schwarze Löcher hervor. Die arm- und beinlose Steinfigur mit ihren ballonförmigen Empfangsorganen – Bauch, Brüste und Kopf – wurde biografisch als ein mythologisiertes Porträt der Freundin Eva Sulzer gedeutet, zu der sich Paalen nach der Krise mit seiner Frau hinwendete: als eine Art Eva der Zukunft, eine Frau, die nicht geboren wurde, sondern ihr Leben unmittelbar den göttlichen Kräften verdankt. Selbst nabellos verkörpert sie den Nabel der Welt, an dem sich Vergangenheit und Zukunft berühren, eine Einheit von Leibesfrucht, Gebärmutter und Mutter, oder wie James Joyce sie beschrieb: „Heva. Nackte Eva. Sie hatte keinen Nabel. Schau. Bauch ohne Fehl, schwanger schwellend, ein Rundschild aus strammem Velin, nein, weißgehäuftes Korn, aufstrahlend und unsterblich, dauernd von Ewigkeit zu Ewigkeit.“  Paalen hatte mehrfach zuvor die Orakelstätte in Delphi mit dem Omphalos besucht, der aus weißem Stein gehauenen, oben abgerundeten, symbolischen Steinsäule für den Nabel der Welt, die als von einem Blitz ausgelöster Meteorit vom Himmel gefallen und ursprünglich ein Opferstein der Göttin Gaia gewesen sein soll. Delphi ist der Erdgöttin Gaia gewidmet (von »delphos« – griech. Gebärmutter) und war mit ihrer, einst von der weiblichen Priesterin Pythia bespielten Orakelstätte sicher eines der Sehnsuchtsorte auf der inneren Landkarte des Künstlers, der nach tiefen Symbolen für die Geburt und die hellseherischen Sprachformen einer urtümlichen Weiblichkeit suchte, die gleichsam direkt aus dem Uterus kommunizierte.
Paalens Freund und Intimkenner, der deutsche Schriftsteller Gustav Regler, sprach angesichts des Bildes von dessen „Amazonenreich“: „Auf einem Planeten, der abseits der großen Straßen / leise und sinnend um sich kreist, / liegt das Reich, (...) und hier fern von ihnen / spricht er mit Frauen, / als gehörten sie seinem fernen Sternenvolk an. (...) Und eine nennt er Königin, / da sie sich nicht verbergen kann; / ihre hohe Gestalt macht jeden Zweig eines Baumes, / unter dem sie steht, / zur blütentragenden Huldigung, / sie schaut auf die Berge, / als ständen dort ihre Paläste; / Küsten sind ihr die Streifen seliger Vereinigung / mit der Sonne, / Das Meer empfängt sie wie die Heimkehrende, / jedesmal wenn sie das Ufer verrät / und es scheint, als lebe sie nun / im Element, das nach dem Puls der Sterne atmet; (...) / Zeit ist ihm Einbruch des Raums / und ist zu bemessen nach der Zahl der Kometen, / die auf ihr Element trafen, / das sie sichtbar machte und leuchtend, / das sie verbrauchte und nährte. / Die Götter aber sind die Geschöpfe / dieser vorbeirauschenden Ströme, / Splitter der sich auflösenden Sternschnuppen, (...) / Sein Gefühl, dass wir immer am Rand der Unendlichkeit gehen, / dass der Abgrund uns begleitet wie ein getreuer Schatten. (...) / wie Meteore in der Wüste.“ Die Fruchtbarkeitssymbolik der Figur und die größere, transparente der drei Sphären mit den eingeschlossenen Formanspielungen für Erde, Weiblichkeit, Eros und einhüllendem Vorgeburtsraum stehen in kompositorischer Harmonie miteinander, hieratisch schwebend vor dem undurchdringlichen Dickicht des terrestrischen Abgrundes. Die Idee zu den Meteoriteneinschlägen war Paalen vielleicht durch die Lektüre von Camille Flammarions visionären Roman La Fin du Monde gekommen, in dem es der Eva beschieden war, der nach einem Meteoriteneinschlag erkaltenden, absterbenden Erde bei ihrem Untergang bis zur eigenen Vereisung zuzusehen.

## Titel
Das Bild wurde vom Künstler nicht auf der Rückseite der Leinwand, wie sonst meist üblich, betitelt. Unter dem Titel L’upyre erscheint es im Katalog der Ausstellung in der Julien Levy Gallery, New York 1940; auf der erhaltenen Ausstellungsliste ist der Titel Pays interdit als Zusatz eingefügt. Das Bild ist eines der ersten Erwerbungen Gordon Onslow Ford, der das Bild wahrscheinlich 1941 in New York erwarb, um auf Paalens Initiative Gelder für die notwendigen Garantien zur Ausreise der in Marseille einsitzenden Surrealisten, insbesondere André Breton zu generieren (es war bis zu diesem Zeitpunkt bei Julien Levy eingelagert). Onslow Ford behielt es seither in seiner Privatsammlung. Es wurde von dort nie für Ausstellungen ausgeliehen. Für Ida Prampolinis große Publikation El Surrealismo y el Arte Fantastico de Mexico, Mexico (IIE) 1969, diente ein Archivfoto von André Caillet aus den Pariser Beständen Paalens, das den Zustand von 1936 wiedergibt, als Druckgrundlage (Abbildung Nr. 44, ganzseitig). Auf dem Foto sind rückseitig beide Titel vermerkt.